# 静岡市立中藁科小学校
静岡市立中藁科小学校（しずおかしりつ なかわらしなしょうがっこう）は、静岡県静岡市葵区大原にある公立小学校。

## 沿革
- 1877年（明治10年）11月6日 - 大原村夜打島に「大原学校」設立[1]。
- 1902年（明治35年）3月31日 - 「安倍郡中藁科村立大原尋常高等小学校」として現在地に移転[1]。
- 1955年（昭和30年）6月1日 - 中藁科村の静岡市への編入により、「静岡市立中藁科小学校」と改称。
- 1960年（昭和35年）12月19日 - 校歌（作詞・作曲は児童・職員による）を制定[1]。
- 1978年（昭和53年）3月12日 - 創立100周年記念式挙行[1]。

## 通学区域
葵区

| - 大原 - 小布杉 - 富沢 | - 富厚里 - 奈良間 |

## アクセス
- しずてつジャストライン藁科線 「中藁科学校入口」停留所から、徒歩2分